# Конхоида Никомеда
Конхоида Никомеда ― конхоида прямой, то есть кривая, получающаяся увеличением (вторая ветвь — уменьшением) радиус-вектора точек прямой на некую постоянную величину {\displaystyle \ell }; плоская алгебраическая кривая 4-го порядка.
Конхоида имеет две ветви, сама прямая конхоиды является асимптотой обеих ветвей.
Название происходит от др.-греч. κογχοειδής — «похожий на раковину».

## Построение
Пусть на плоскости выбрана прямая m и точка O, отстоящая от прямой на расстояние a.
Проведём через точку O луч, пересекающий прямую m в некоторой точке N; точки M1 и M2, лежащие на луче ON и отстоящие от точки N на заранее выбранное расстояние l, будут точками конхоиды. Меняя направление луча ON, можно построить всю конхоиду.

## Уравнения

### Декартовы координаты
Если центр конхоиды помещён в начале координат, а прямая задана уравнением {\displaystyle y+a=0} в декартовых прямоугольных координатах, то уравнение конхоиды имеет вид
{\displaystyle \ell ^{2}y^{2}=(x^{2}+y^{2})(y+a)^{2}}
Начало координат является двойной точкой, характер которой зависит от величин {\displaystyle a} и {\displaystyle \ell }:
- при {\displaystyle \ell <a} ― изолированная точка
- при {\displaystyle \ell >a} ― узловая точка
- при {\displaystyle \ell =a} ― точка возврата

### Полярные координаты
В полярных координатах, если начало координат находится на расстоянии {\displaystyle a} от прямой, которая смещается вдоль радиус-вектора на расстояние {\displaystyle l}, уравнение конхоиды имеет вид
{\displaystyle r={\frac {a}{\cos \varphi }}\pm \ell .}

## История
Кривая названа по имени Никомеда (III—II века до н. э.), который применял её для решения задачи о трисекции угла и удвоения куба.